# Јанко Драшковић
Јанко Драшковић (Загреб, 20. октобар 1770 — 14. јануар 1856, Радгона) гроф, хрватски племић, књижевник и један од вођа Илирског покрета.
Гроф Драшковић је (1841) био царско-краљевски коморник, витез реда Св. Степана (Стефана - Иштвана) краља угарског. 

## Биографија
Рођен је у Загребу у старој хрватској племићкој породици "от Тракошћана", која је дала више банова и бискупа. Детињство проводи на породичним имањима поред Карловца (Брезовици и Речици) и у местима где му је отац, аустријски граничарски пуковник као "часник" службовао. Гроф Иван Драшковић (1740—1787) познат као "први" југословенски масон, царски и краљевски коморник и Велики жупан Крижевачки, имао је два сина, Јанка и Јураја или Ђуру. Био је ожењен са племкињом Елеонором Фелицитом (Малатински).
Завршио је Јанко класичну гимназију у Загребу, а студије права и филозофије у Бечу. Иако јурист, определио се за војнички позив, али војску морао напустити као инвалид, након незгодног пада са коња. Отишао је затим у Париз, где је више година поживео и проводио се као аристократа "са истока". По земљаку Имбру Ткалцу, гроф се у француској престоници одао разврату, који је упражњавао и по повратку, међу својим кметовима "нежнијег пола". Оженио се 1808. године са бароницом Франциском Кулнер (1788—1846).
Средовечни гроф Јанко Драшковић је годинама живео повучено, на свом поседу Речици код Карловца. Највећи део иметка је изгубио још 1811. године у аустријском новчаном банкроту. Ступио је у политички живот Хрватске у познијим годинама (62). Био је првак хрватске "Народне странке" до 1848. године. Председавао је на мартовској конференцији 1848. године, на којој су формулисани хрватски народни захтеви.
Умро је у сиромаштву 1856. године, на свом имању у Радгони у Штајерској. Године 1893. пренете су током свечаности његови посмртни остаци у Загреб, где су покопани на гробљу Мирогој. Хрватско свеучилишно друштво "Застава" издало је том приликом малу Драшковићеву "Споменицу".

## Илирски покрет
Јанко је био "несумњиви отац, вођа и првак Хрватског препорода". Он је велики патриота и прави народни вођа. У првом реду хрватских Илира били су поред њега још Људевит Гај и Иван Деркос (1808—1841). Драшковић је допунио Деркосов књижевни програм, и од њега начинио политички. Издао је у Карловцу 1832. године први хрватски и то штокавским дијалектом писани политички спис под насловом "Дисертација" (тј. Разговори). Том својом брошуром увео је после много столећа хрватски језик у политички живот. Означио је главне путеве и циљеве које треба да има убудуће хрватска политика. Сматрао је да хрватске земље треба да се уједине у склопу Хабзбуршке монархије са Угарском. Аутор је заокружио на папиру будућу државу "Велику Илирију", у коју су по његовом схватању ушли: Хрватска, Славонија, Далмација, Босну, Херцеговину, Штајерску, Корушку и Крањску. Заокружио је хрватски културни простор (земље!) и радио на формирању хрватског народног језика, који би потиснуо службени латински. Књижицу је иначе наменио хрватским посланицима у Угарском сабору (мандат 1832-1836), где се имало најпре тражити уједињење Хрватске и Далмације. 
Драшковић је наводно почео да ради за народни препород још почетком 19. века. Од 1806. године бавио се он народном поезијом и мелосом у Паризу. Писао је Јанко о томе 1841. године у писму Сави Текелији, да се нису се видели њих двојица "старих пријатеља" чак 37 година. Смерао је остарели гроф да по Славонији и Банату продаје оснивачке акције "Илирског казалишта" (хрватског).
Заслужан је за оснивање више хрватских националних установа. Гроф је био од оснивања 12. априла 1838. године председник Друштва Илирске читаонице у Загребу. Драшковић је покретач оснивања и "Матице илирске", као председник читаонице говорећи на једној од њених годишњих скупштина, одржаној фебруара 1842. године. Његов предлог је усвојен, па је решено да се она организује по узору на слична друштва у Пешти (српска) и Прагу (ческа). До 1851. године матицом је управљала је главна управа Илирске читаонице. Драшковић спада у ред првих утемељитеља, који је постао уплатом 50 ф. чланарине. Од његовог наследства, након грофове смрти, припало је још неколико хиљада форинти Матици. Допринео је отварању Народног казалишта (позоришта) у Загребу 1840. године. Када се те године новосадско позориште (које је било пре Стеријино) "разишло", део глумаца је отишао у Београд а део у Загреб. Позвала је загребачка Илирска читаоница Новосађане да о домаћиновом трошку гостују у Загребу исте године. Био је то почетак реализације Драшковићеве и Деметерове идеје о народном казалишту. Радило се на томе да уместо представа на немачком језику, почне извођење дела на хрватском језику. Прву представу извели су српски глумци под насловом "Јуран и Софија или Турци код Сиска", 10. јуна 1840. године. Био је то комад Ивана Кукуљевића Сакцинског, а пролог је написао Иван Мажуранић касније хрватски бан. Тада се прозове загребачко "Варошко казалиште народно илирско".
Учествовао је у организовању хрватског Господарског друштва (1841).

## Са Србима
Драшковић је радио и на уобличавању хрватског језика, за чију основу ће бити узет штокавски дијалекат. Покушавано је да у прво време тај језик буде назван "илирски", а чинили би га "братски" - хрватски и српски. По грофу највећу препреку да се "браћа" (народи, односно њихови језици уједине) били су "попови оба закона" (вере). То је требало да својим иступањима и писањем превазиђу интелектуалци; код Хрвата је по грофовим речима већ било спремно 12 писаца. Требало је хватати везе са истакнутим Србима; први је био остарели Сава Текелија из Арада. Хрват Драшковић се иначе служио подједнако латиницом и ћирилицом; водио је лични дневник али и писао писма на ћирилици, као она заслужном Србину Текелији (1841). Набављао је више Вукових ћириличних српских књига, увек по три егземплара. И Јанков брат, гроф Ђуро Драшковић се исто тако служио ћирилицом (коју зове 1797. године "илиричка литера"); пише писма брату и чита ћириличне књиге, као 1801. године када је био претплатник једне такве књиге. 
Био гроф Јанко Драшковић почасни члан елитног "Друштва српске словесности" у Београду. Постао је он 1834. године у Пожуну (Братислави), претплатник часописа "Сербски летописи" (Летописа Матице српске), који се штампао одувек на ћирилици, у Будиму.

## Дело
Гроф Драшковић се бавио узгред и књижевним радом. Објавио је више родољубивих песама, по књижевним часописима, као 1838. године у "Даници илирској", песму Одзив на др Димитрие Деметра.